# Забита рана
Забита рана (лат. vulnus contusum) — рана, яка є наслідком дії великої механічної сили при зіткненні тканин тіла з тупими предметами. У місці травмування відбуваються розрив шкіри, сильний забій м'яких тканин, інколи з переломом кісток. Таке поранення за змістом поєднує забій тканин та наявність рани.
Забиті тканини просякають кров'ю, позбавлені кровопостачання і іннервації, являють собою добре живильне середовище для мікробів і сприяють розвитку інфекції. Кровотеча при таких ранах незначна або відсутня. Виниклий в момент травмування сильний біль незабаром слабшає, тому що нервові закінчення тимчасово втрачають здатність проводити імпульси (рановий ступор).
Після удару необхідно шкіру навколо рани протерти антисептиком (наприклад спиртовий розчин йоду), поверхню самої рани промити перекисом водню 3 % чи розчином фурациліну (1:5000), осушити обережно «промакальними» рухами марлею. Прикласти марлеву серветку або в кілька шарів стерильний бинт, зверху — холод (гумову грілку або пластикову пляшку, наповнену холодною водою; можна скористатися замороженим шматком м'яса, замороженими овочами з морозильника). Потримайте його на місці удару 20-30 хвилин.
Лід та інші охолоджуючі предмети ніколи не накладайте безпосередньо на рану, завжди потрібно загортати його у гідроізоляційні матеріали (наприклад поліетиленовий пакет), а зверху рушник, полотняна серветка чи хустка. Також, не тримайте холод на рані більше 2 годин, особливо дітям.
Процес загоєння такої рани складний та залежить від багатьох факторів. Наприклад, якщо є синець (який у своєму розвитку проходить кілька етапів — змінюється його колір: на початку, коли кров в тканинах ще «свіжа», — синець темно-червоний, та з часом, коли кров поступово руйнується, — він стає синім, надалі, жовтим), зміна його кольору може підказати прогрес загоєння.
Забиті рани голови завжди повинен оглядати спеціаліст — зокрема, щоб виявити можливі внутрішні пошкодження.
Забиті рани набагато частіше інфікуються, що сповільнює процес загоєння та одужання пацієнта.